# Веролюбовка
Веролю́бовка (укр. Віролюбівка) — село в Константиновской городской общине Краматорского района Донецкой области Украины.

## Общие сведения
Население по переписи 2001 года составляло 585 человек. Почтовый индекс — 85131. Телефонный код — 6272.

## Расположение
Расположено на реке Часов Яр.